# Marlon Matheus Lopes do Nascimento
Marlon Matheus Lopes do Nascimento, meglio noto come Marlon (Angra dos Reis, 13 febbraio 1994), è un calciatore brasiliano, difensore dell'América-MG.

## Carriera
Ha esordito nel Brasileirão il 30 maggio 2021 disputando con l'América-MG l'incontro perso 1-0 contro l'Athl. Paranaense.

## Statistiche

### Presenze e reti nei club
Statistiche aggiornate al 13 ottobre 2021.
| Stagione              | Squadra               | Campionato            | Campionato | Campionato | Coppe nazionali | Coppe nazionali | Coppe nazionali | Coppe continentali | Coppe continentali | Coppe continentali | Altre coppe | Altre coppe | Altre coppe | Totale | Totale |
| Stagione              | Squadra               | Comp                  | Pres       | Reti       | Comp            | Pres            | Reti            | Comp               | Pres               | Reti               | Comp        | Pres        | Reti        | Pres   | Reti   |
| --------------------- | --------------------- | --------------------- | ---------- | ---------- | --------------- | --------------- | --------------- | ------------------ | ------------------ | ------------------ | ----------- | ----------- | ----------- | ------ | ------ |
| 2014                  | Bonsucesso            | A/RJ                  | 13         | 0          |                 | -               | -               |                    | -                  | -                  |             | -           | -           | 13     | 0      |
| 2016                  | America-RJ            | A/RJ                  | 15         | 0          |                 | -               | -               |                    | -                  | -                  |             | -           | -           | 15     | 0      |
| 2016                  | Luverdense            | B                     | 2          | 0          |                 | -               | -               |                    | -                  | -                  |             | -           | -           | 2      | 0      |
| 2017                  | Luverdense            | B                     | 0          | 0          |                 | -               | -               |                    | -                  | -                  |             | -           | -           | 0      | 0      |
| Totale Luverdense     | Totale Luverdense     | Totale Luverdense     | 2          | 0          |                 | -               | -               |                    | -                  | -                  |             | -           | -           | 2      | 0      |
| 2018                  | America-RJ            | A/RJ                  | 7          | 0          |                 | -               | -               |                    | -                  | -                  |             | -           | -           | 7      | 0      |
| 2019                  | Cabofriense           | A/RJ                  | 6          | 0          |                 | -               | -               |                    | -                  | -                  |             | -           | -           | 6      | 0      |
| 2020                  | Madureira             | A/RJ                  | 9          | 1          |                 | -               | -               |                    | -                  | -                  |             | -           | -           | 9      | 1      |
| 2020                  | Sampaio Corrêa        | B                     | 21         | 0          |                 | -               | -               |                    | -                  | -                  |             | -           | -           | 21     | 0      |
| 2021                  | Sampaio Corrêa        | B                     | 0          | 0          | CB              | 1               | 0               |                    | -                  | -                  |             | -           | -           | 1      | 0      |
| Totale Sampaio Corrêa | Totale Sampaio Corrêa | Totale Sampaio Corrêa | 21         | 0          |                 | 1               | 0               |                    | -                  | -                  |             | -           | -           | 22     | 0      |
| 2021                  | América-MG            | M1/MG+A               | 3+11       | 0+1        |                 | -               | -               |                    | -                  | -                  |             | -           | -           | 14     | 1      |
| Totale carriera       | Totale carriera       | Totale carriera       | 87         | 2          |                 | 1               | 0               |                    | -                  | -                  |             | -           | -           | 88     | 2      |